# دودکان
دودکان (به انگلیسی: Dodecane) یک ترکیب شیمیایی با شناسه پاب‌کم ۸۱۸۲ است. شکل ظاهری این ترکیب، مایع شفاف بی‌رنگ است.